# فرودگاه منطقه‌ای ایسترن اسلووپ
فرودگاه منطقه‌ای ایسترن اسلووپ (به انگلیسی: Eastern Slopes Regional Airport) یک فرودگاه همگانی بهره‌برداری هوایی با کد یاتا FRY است که یک باند فرود آسفالت دارد و طول باند آن ۱۲۸۰ متر است. این فرودگاه در شهر فریبورگ، مین کشور ایالات متحده آمریکا قرار دارد و در ارتفاع ۱۳۸ متری از سطح دریا واقع شده است.